# Índice de ligazón
El índice de ligazón, también conocido como número de enlace, índice de enlace, o bien por su nombre en inglés "linking number", es uno de los parámetros que permiten cuantificar un estado topológico o de "superenrollamiento".
El índice de ligazón es el "enlace topológico" (o "ligamento", "trabazón") que impide que, tirando en sentidos opuestos, puedan desenrollarse o separarse las dos cadenas. También podríamos definirlo como la cantidad de veces que una hebra está enrollada con alguna otra.
Esta característica siempre toma valores enteros y positivos, es decir, que de no ser cero, supone un enlace topológico:
{\displaystyle Lk=T_{w}+W_{r}}
En biología, el índice de ligazón es una propiedad topológica que no cambia al retorcerse la molécula formando hélices.